# Ronald Coase
 (octobre 2022).
Si vous disposez d'ouvrages ou d'articles de référence ou si vous connaissez des sites web de qualité traitant du thème abordé ici, merci de compléter l'article en donnant les références utiles à sa vérifiabilité et en les liant à la section « Notes et références ».
Ronald Coase (né le 29 décembre 1910 à Willesden, dans la banlieue de Londres, mort le 2 septembre 2013 à Chicago) est un économiste britannique. Considéré comme le père fondateur de la théorie des coûts de transaction (sous-branche de la nouvelle économie institutionnelle) et lauréat du Prix de la Banque de Suède en 1991, il fait partie des économistes qui ont fait naître l'économie des institutions et les théoriciens de l'analyse économique du droit se référent souvent à ses écrits sur la création de ce courant.

## Biographie

### Jeunesse et études
Ses parents étaient tous les deux employés de poste. Enfant doué, il commence par s'orienter vers des études scientifiques, qu'il abandonne pour se consacrer à l'économie. Il est admis à la London School of Economics, où il rencontre Lionel Robbins et Arnold Plant. Sous l'influence de ces rencontres et de la lecture d'Adam Smith, il change progressivement d'idées politiques et abandonne le socialisme pour se rapprocher du libéralisme,. 
Il obtient en 1932 son Bachelor of Science à la LSE. Il est un temps professeur dans son pays natal et commence un travail de recherche sur les entreprises : il obtient une bourse pour étudier les entreprises et industries aux États-Unis. Ces travaux lui inspireront l'article célèbre qu'il publie en 1937, The nature of the firm (La nature de l'entreprise).
Il obtient un doctorat en économie de l'université de Londres en 1951.

### Parcours professionnel
Il émigre aux États-Unis la même année pour enseigner à l'Université de Buffalo. Il rejoint en 1958 l'Université de Virginie où il côtoie G. Warren Nutter, James M. Buchanan et Gordon Tullock. L'université est cependant assez peu satisfaite de leur travail et considère qu'ils nuisent à la réputation de l'université. Deux d'entre eux obtiendront pourtant le Prix de la Banque de Suède en sciences économiques en mémoire d'Alfred Nobel.
Il rejoint enfin le département de droit de l'Université de Chicago en 1964 dont il ne bougera plus par la suite. La même année, il devient rédacteur en chef de la revue Journal of Law and Economics, revue académique étudiant les rapports entre droit et économie. Il y remplaçait Aaron Director.
Il obtient en 1991 le Prix de la Banque de Suède en sciences économiques en mémoire d'Alfred Nobel, communément surnommé « prix Nobel d'économie », « pour la découverte et la clarification de l'importance des coûts de transaction et des droits de propriété dans la structure institutionnelle et dans le fonctionnement de l'économie »
Il est conseiller du Ronald Coase Institute. Il est membre de la Société du Mont-Pèlerin.

## Travaux
L'œuvre de Coase se caractérise par une recherche de simplicité et en particulier le refus de recourir à des modélisations mathématiques complexes. Ainsi, le Financial Times écrivit lorsqu'il reçut le Prix de la Banque de Suède en sciences économiques en mémoire d'Alfred Nobel : « ce prix pourrait être le début de l'antidote à l'impression largement répandue que les principaux honneurs en économie vont à ceux qui s'intéressent à l'exploration mathématique de chemins de traverse pour leur unique satisfaction personnelle ».
Il développa en particulier les thèmes suivants :

### Coûts de transaction
Dans son célèbre article The Nature of the firm (1937), Coase s'attache à répondre à la question suivante : pourquoi émergent dans l'océan de la coopération inconsciente qu'est le marché des îlots de pouvoir conscient que sont les firmes ? Autrement dit, pourquoi existe-t-il des entreprises ?
Selon Coase, le recours au système néoclassique des prix a un coût (remettant en cause l'hypothèse néoclassique d'information parfaite), et ce coût explique la formation de structures collectives comme les entreprises ou les administrations, qui contribuent à la réduction de ces coûts de transaction.
Les exemples-type du coût de transaction, longtemps oubliés par la théorie économique, sont les coûts de prospection afin de rassembler un maximum de prix disponibles sur le marché, le temps nécessaire à la rencontre des clients potentiels et la rédaction du contrat optimal puis sa révision une fois arrivé à son échéance... Le mérite de Coase a été de mettre l'accent sur ces différents obstacles à l'utilisation idéale du système des prix.
« La principale raison qui rend profitable la création d'une entreprise pourrait être qu'il y est coûteux d'utiliser le mécanisme des prix. Le coût le plus évident de l'"organisation" de la production à travers le mécanisme des prix tient à la découverte des prix essentiels. Ce coût peut être réduit, mais non pas éliminé, par l'apparition d'acteurs spécialisés qui vendent cette information. » (The nature of the firm, p. 390, trad. mod.) 
Ce passage est cité par Steven Cheung dans The contractual nature of the firm, 1983, page 6. Coase ajoute en note : "l’hypothèse que tous les individus connaissent tous les prix essentiels n’est clairement pas vraie dans le monde réel." (p. 390, n. 4). Une phase capitale pour comprendre sa pensée, sur la base d'une idée assez courante : Oscar Wilde proposait avant Coase l'idée que « Aujourd’hui, chacun sait le prix de toutes choses, et nul ne connaît la valeur de quoi que ce soit ».   
Dans l’article de Coase, le problème de l’incertitude et d’une certaine forme de ‘nature humaine’ (Frank Knight, Friedrich Hayek) est dominé par celui de la recherche des prix essentiels ou « naturels » (Adam Smith), qui correspond à une autre forme de ‘nature humaine’, tournée vers l'échange. La situation limite hypothétique dans laquelle tous les prix sont ‘pertinents’ ou 'essentiels' ("relevant prices") et donc les coûts de transaction négligeables, est une situation de producteurs et d'acheteurs indépendants, qui ont une bonne connaissance de la valeur et donc des coûts des produits. C’est celle qui est décrite par Cheung à partir d’une situation, empruntée à Smith, dans laquelle tous les échanges sont strictement marchands : "Considérons l’exemple classique de la ‘manufacture d’épingle’, dans laquelle chaque propriétaire de l’ensemble des ressources se spécialise en travaillant sur une seule tâche. Si tous les coûts de transaction étaient nuls, l’acheteur d’une épingle ferait un paiement distinct à chacun des nombreux participants à sa production." (The contractual nature of the firm, p. 4). Un texte qui a des affinités avec les principes du "travail commandé" d'Adam Smith. La conséquence logique est importante : il n'y a pas de différences fondamentales entre coûts de transaction et coûts de production.  
Un coût de transaction est l’écart entre le prix fictif d’un service productif infinitésimal, le "prix essentiel" (dont le prix effectif pourrait être représenté par un pourboire) et le prix effectif d’une marchandise. Plus cette dernière sera technicisée, plus le coût de transaction sera élevé. Un régime de faibles coûts de transaction est donc ‘low tech’ (cf. P. Bihouix), ce qui n’implique pas un niveau de richesse faible (‘low life’) : « S’il n’y avait pas de coûts de mesure et d’évaluation des performances [Had there been no costs of measuring and pricing performance], il n’y aurait pas d’entreprise et la valeur des produits collectifs [social outputs] serait maximale. » (Cheung, 1983). L’écart entre les deux prix, c'est le 'coût social' de l’organisation de la production ou la ‘valeur ajoutée’ par celle-ci (au sens de « mehrwert »), qui sont des valeurs d’approximation ("proxy values") des prix essentiels ("relevant prices") : « all organization costs are transaction costs, and vice versa. » S. N. S. Cheung, ‘Economic organization and transaction costs’, The New Palgrave, 1987, p. 56. Cette phrase résume l'idée centrale de l'article de Coase : si les entreprises sont des solutions face aux coûts des échanges marchands, face aux problèmes de coordination, elles sont aussi des coûts de transaction et font donc partie du problème. L’attachement, souvent pathologique, à la coopération, aux organisations, à la propriété exclusive (cf. ci-dessous) aux marchandises et éventuellement au confort... sont les coûts de transaction fondamentaux (cf. ‘fétichisme’). 
L'article de 1937 avait un contenu politique : dans un monde hypothétique sans coûts de transaction, ‘it is possible to have a private enterprise system without the existence of firms’ (The nature of the firm, 1937, note 1, p. 401). Remarquons que ‘enterprise system’ désigne ici un système de producteurs indépendants, sans salariat et donc sans entreprises ("firms"), distinction qui n'est pas anodine car, si l'existence d'un motif de gain est universelle, l'existence de l'entreprise ("firm") ne l'est pas (cf. Max Weber). Un monde sans coûts de transaction est donc un monde non capitaliste car sans entreprises (‘without the existence of firms’). Paradoxalement, cette posture tournait aussi le dos au courant du socialisme de marché, qui ne concevait pas le socialisme sans des entreprises et qui était représenté à la LSE par Abba Lerner, qui est resté un ami de longue date de Coase.   
La postérité de l'analyse en termes de coûts de transaction a été l'avènement du courant néo-institutionnaliste en économie avec comme figure de proue Steven Cheung (et pas tant Oliver Williamson, ou D. C. North, Prix de la Banque de Suède en sciences économiques).

### Théorème de Coase
Il existe un grand nombre de théorèmes de Coase, et chaque économiste a sa version du théorème. Cependant, la version issue du Chicago des années 1960 implique que, quelle que soit l'attribution initiale des droits de propriété entre les participants aux marchés, un système d'équilibre général débouchera ex post sur l'allocation optimale des ressources.
D'autres versions posent aussi qu'en l'absence de coûts de transaction et avec une répartition claire des droits de propriété, la négociation entre les agents aboutit à une allocation efficace des ressources. Citons Coase : « Supposons qu'un fermier et un éleveur travaillent sur des propriétés limitrophes. Supposons en outre qu'en l'absence de clôture entre les propriétés une augmentation de la taille du troupeau entraîne une augmentation des dommages totaux occasionnés aux cultures. (…) Une fois la clôture installée, le coût marginal imputable au responsable des dommages est nul, sauf si une augmentation de la taille du troupeau nécessite une barrière plus solide (par conséquent plus chère) parce que davantage de bœufs seront susceptibles de l'endommager en même temps. Cependant, il peut bien sûr être plus avantageux de ne pas clôturer et de payer pour les cultures détruites (…) » Il était difficile initialement de cerner le but de Coase et c'est W. Block (d'abord, Coase and Demsetz on private property rights, Journal of Libertarian Studies 1, no. 2, 1977, pp. 111–15) puis G. North (ensuite) qui ont défini de manière précise ce but implicite, but qui a été confirmé par Coase plus tard (cf. ci-dessous) : considérer que le droit de propriété est aussi un coût de transaction et que le principe de Frost ("Good fences make good neighbors") n'est pas un gage de civilité ordinaire, de bonnes barrières ne font pas de bons voisinages. C'est ce qui explique le célèbre cri libertarien-propriétarien de W. Block : “Coase, get your cattle off my land !”.
Le but de cette démonstration était essentiellement de montrer que la mauvaise définition du système d'échange (et pas du système de droits de propriété, qui dépend du système d'échange) sur les ressources, la structure des coûts de transaction représentée par l'entreprise, était à l'origine d'inefficacités (les coûts sociaux ou socialisés), auxquelles on tentait de remédier par un coûteux travail règlementaire. Ce résultat est conceptuellement identique à l'hypothèse d'un système complet de marchés nécessaire aux théorèmes du bien-être et à la théorie de l'équilibre général d'Arrow et Debreu.
Souvent vu comme une arme de l'économie politique libérale contre les systèmes juridiques contemporains et contre toute forme de règlementation étatique, il s'oppose fortement aux conclusions de Pigou qui jugeait l'État nécessaire pour limiter les « externalités négatives », et a aussi été utilisé par les tenants de l'interventionnisme sur les motifs que, si la répartition initiale des droits importe peu, alors l'État a un grand rôle à jouer pour limiter les inégalités ex ante.
Ce théorème a été à la base de l'émergence de l'analyse économique du droit qui a foisonné depuis sous l'impulsion de théoriciens comme Guido Calabresi et Richard Posner. Il faut signaler que Coase était en complète et radicale opposition vis-à-vis de ce courant de pensée, dont il est paradoxalement à l'origine (son opposition à Posner était notoire). La pensée de Coase n'est pas plus compatible avec celle de Posner fils : cf. "Radical Markets : abolir la propriété pour libérer le capitalisme" (2019), d’Eric Posner (le fils de Richard) et Glen Weyl. La notion de « propriété commune partielle » proposée par les auteurs n'a rien à voir avec Coase, c'est du Ostrom ou du Demsetz. Ellickson a proposé dans un article (The case for Coase and against "coaseanism", 1989) la notion de 'coaséanisme' pour résumer l'ensemble des contre-sens issus d'une mauvaise compréhension des écrits de Coase (typiquement : Williamson, en France : S. Ferey ou A. Marciano). Le coaséanisme est donc à Coase ce que le marxisme est à Marx. Le lecteur avisé pourra trouver dans cette page et dans d'autres beaucoup de coaséanisme.   

### Biens communs
Depuis les travaux de Pigou, la théorie libérale acceptait l'idée que le marché soit inefficient face au phénomène des externalités. L'action de l'État était alors jugée nécessaire pour taxer les agents responsables d'externalités négatives et subventionner les agents producteurs d'externalité positives. Notons au passage que Coase considérait avec Cheung que le mot "externalité" n'a aucun sens logique (qu'est-ce qu'une "internalité" alors ?). Ainsi, Cheung écrit : "(...) it is impossible to draw a dividing line such that "externality" can be meaningfully identified. Every economic action has effects. Nor is it illuminating to view the damage as external or internal to a firm, for the firm is but a holder of contracts." (The structure of a contract and the theory of a non-exclusive ressource, Journal of law and economics,1970, italiques dans le texte ; remarquons au passage que l'idée centrale de l'article de Michael C. Jensen et William H. Meckling en 1976 est une transposition de l'article de Cheung et que le principe général a des affinités avec le paradoxe de Scitovsky : Scitovsky paradox).     
Dans The problem of social cost (1960), Coase condamne cette intervention qui modifie la répartition de revenus.    
S'il existe des coûts de transaction, il suffit d'attribuer, via un "juge", aux agents du marché des droits de propriété sur les biens publics (ou communs), droits échangeables sur le marché. Le 'juge' a un rôle bien particulier : il doit restituer le résultat hypothétique d'un échange sans coûts de transaction ('mimic the market', sous entendu : sans coûts de transaction). Coase explique ceci ainsi : "(...) dans « Le problème du coût social », j'ai fait autre chose. J'ai souligné que les juges, dans leurs opinions, semblaient souvent mieux comprendre le problème économique que de nombreux économistes, même si leurs opinions n'étaient pas toujours exprimées de manière très explicite. Je n'ai pas fait cela pour faire l'éloge des juges, mais pour faire honte aux économistes.", Law and Economics at Chicago, 1993. Le juge ici est un modèle idéalisé de la common law, qui n'a généralement pas de contre-partie réelle (cf. son opposition à Posner). Il opère une répartition des actifs ou des ressources dans la perspective de l'intérêt général d'une collectivité indéterminée mais cohésive.
Il conteste au passage, avec la notion d'"externalité", la pertinence de la notion de "commun" : un repas "gratuit" (sans coût de production), ça n'existe pas (cf. M. Friedman : "There is no such thing like a free lunch") et la rivalité dans l'utilisation d'une ressource doit être conçue, d'un point de vue méthodologique, comme un fait élémentaire. La conséquence logique n'est pas mince : il n'y a - logiquement - pas d'optimum de Pareto, mais des coûts de transaction ou d'échange de ressources rivales (cf. Calabresi, The pointlessness of Pareto : carrying Coase further, 1991, qui ne fait que copier, lui aussi, S. Cheung, mais sans non plus le mentionner, cf. par ex. : Cheung, The transaction costs paradigm, 1998). C'est donc le juge qui détermine un optimum social. Il est le "spectateur impartial", le "juge équitable" (qui perçoit chacun comme avec le point de vue d'autrui) dans la TSM d'Adam Smith (cf. R. H. Coase, Adam Smith’s view of man, Journal of Law and Economics, 1976).    
L'existence de coûts (ou gains) sociaux n'est que la manifestation de coûts de transaction et ils manifestent la dimension toujours sociale ("commune") de n'importe quelle ressource rivale (rare), qu'elle soit privée (exclusive) ou 'publique' (en accès libre). Une dimension sociale qui correspond au principe "Omnia sunt communia". Inversement, la ‘possession exclusive’, conçue comme un coût de transaction, est la soustraction de l’échange vernaculaire ou d'un usage alternatif, d'une ressource quelconque.   
Citons à nouveau Coase :  
« Si les facteurs de production sont considérés comme des droits, il devient aisé de comprendre que le droit de faire quelque chose de nuisible (comme émettre de la fumée, du bruit, des odeurs, etc.) constitue également un facteur de production. De la même façon qu'il est possible d'utiliser un terrain de manière à empêcher quelqu'un de le traverser, d'y engager sa voiture ou d'y construire sa maison il est possible de l'utiliser de manière à priver cette personne du panorama, de la tranquillité ou de la pureté de l'air. Au coût lié à l'exercice d'un droit (à l'utilisation d'un facteur de production) correspond toujours une perte pour un tiers. Cette perte est la conséquence de l'exercice de ce droit, elle correspond à l'impossibilité de traverser un terrain, de garer sa voiture, de bâtir une maison, de profiter de la vue, d'être au calme ou de respirer de l'air pur. Il serait évidemment souhaitable que les seules actions auxquelles on puisse se livrer soient celles où ce qui est gagné est plus important que ce qui est perdu. Mais s'agissant du choix des organisations sociales qui délimitent le cadre des décisions individuelles, nous devons être conscients du fait qu'une modification du système en vigueur qui améliorerait les effets de certaines décisions pourrait également en rendre d'autres plus mauvaises. » 
Il faut retenir de cet extrait qu'un facteur de production est un droit (c'est donc un objet social) et qu'un droit est aussi un facteur de production (sur ce point, cf. Katharina Pistor, The code of capital : how the law creates wealth and inequality, 2018 ; on peut comprendre l'aversion de Coase vis à vis de Posner à partir de là). Par exemple, il faudrait instituer des droits de disposer d'air pur : si une entreprise pollue, les ménages environnants peuvent soit exiger l'arrêt de la pollution, soit vendre leurs droits à l'entreprise. Pour Coase, seul le marché - ou, plus exactement, une structure institutionnelle d'échanges qui réduit les coûts de transaction - est efficace pour gérer les "externalités" (les coûts sociaux en fait) et l'État doit seulement garantir le respect des droits de propriété quand, et à cette seule condition, ils sont systématiquement échangés ou échangeables (non exclusifs).
Dans son article de 1974, The lighthouse in economics (Le phare dans l'économie), il remet en cause la vision classique de la tragédie des biens communs en prenant l'exemple souvent utilisé des phares. Il rappelle qu'en 1820, trois quarts des phares anglais étaient gérés par des opérateurs privés et que la nationalisation ne date que de la fin du XIXe siècle. Se prononçant sur l'intérêt de la réglementation, il déclarait en 1997 ne pouvoir en trouver aucune qui ait eu de bons effets. On signalera l'article 'jumeau' de Steven Cheung, The fable of the bees : an economic investigation (Journal of Law and Economics, 1973), qui met en évidence les mêmes éléments. Si le titre de l’article de Cheung est une référence espiègle à la fable de Mandeville (1714), l’article de Ronald Coase Blackmail (« chantage » ou « racket » ; Occasional Papers from The Law School, The University of Chicago, Number 24, 1988) est une transposition de la fable destinée à défendre l’article de 1960, vulnérable à l'argument de la malveillance, de l’opportunisme. Coase assumait le fait que, dans un monde sans coûts de transaction, il y a une place pour les fripons (dans le vocabulaire de Mandeville : "knaves"), pour les escrocs, les voleurs (comme Cheung).   
Coase a résumé son apport, dans un texte qui s'apparente à une logique du nirvana (H. Demsetz) ou de l'idéal-type (M. Weber) : 
« Un univers sans coûts de transaction présente des propriétés très particulières. (…) J’ai montré dans La nature de l’entreprise (1937) qu’en l’absence de coûts de transaction, il n’y a pas de base économique à l’existence de l’entreprise. Ce que j’ai indiqué dans Le problème du coût social (1960), c’est qu’en l’absence de coûts de transaction, peu importe alors ce qu’est le droit puisque le gens peuvent toujours négocier sans frais pour acquérir, subdiviser et combiner certains droits, toutes les fois que cela permet d’accroître la valeur de la production. Dans un tel univers, les institutions qui forment le système économique n’ont ni substance ni objet. Cheung a même soutenu que si les coûts de transaction sont nuls, « l’hypothèse des droits de propriété privée peut être abandonnée » sans renier aucunement le ‘théorème de Coase’, et il a sans nul doute raison. », L’entreprise, le marché et le droit, 2005, p. 32 (traduction de : The firm, the market and the law, 1988).  
Il est donc possible de penser les deux articles comme un seul texte : sans coûts de transaction, pas d'entreprises et, sans entreprises, pas de coûts sociaux (et inversement : il suffit de reprendre à partir de la fin de la phrase). Il a exprimé initialement ceci dans l'article de 1960, par une seule phrase ambiguë, caractéristique du style de Coase : "Un système dans lequel les droits des individus seraient illimités serait un système dépourvu de droits susceptibles d'être acquis." (The Problem of social cost, une phrase à double sens). L'essentiel du "théorème de Coase" est dans cette phrase. Le texte ci-dessus est une réponse à l'article d'Alchian et Demsetz, The property right paradigm (The Journal of Economic History, 1973) et Cheung répondra à son tour à l'article d'Alchian et Demsetz par The transaction costs paradigm (1998).  
Cheung est le seul et unique élève direct de Coase. Sur Cheung et l'article de 1960, il déclare : "It was only later, and in part as a result of conversations with Steven Cheung in the 1960s that I came to see the general significance for economic theory of what I had written in that article and also to see more clearly what questions needed to be further investigated." (The institutional structure of production, 1992).
On peut relier cette citation au livre de Robert C. Ellickson, Order without law (1994), qui est écrit initialement contre (ou 'tout contre')The Problem of social cost.
Comme Ellickson, Coase propose de revenir du nirvana (ou de l'utopie) vers le réel : 
« (...) j'ai tendance à considérer le théorème de Coase comme un tremplin vers l'analyse d'une économie à coûts de transaction positifs. La signification pour moi du théorème de Coase est qu'il sape le système pigouvien. Puisque la théorie économique standard suppose que les coûts de transaction sont nuls, le théorème de Coase démontre que les solutions pigouviennes ne sont pas nécessaires dans ces circonstances. Bien sûr, cela n'implique pas, lorsque les coûts de transaction sont positifs, que les actions gouvernementales (telles que l'opération gouvernementale, la réglementation ou la fiscalité, y compris les subventions) ne pourraient pas produire un meilleur résultat que de s'appuyer sur des négociations entre individus sur le marché. Si tel serait le cas, on pourrait le découvrir non pas en étudiant des gouvernements imaginaires, mais ce que font réellement les gouvernements réels. Ma conclusion : étudions le monde des coûts de transaction positifs. »  Coase, The institutional structure of production, American Economic Review, 1992.

## Œuvres principales
- 1937, The nature of the firm, Economica, 4, 386-405. ([PDF]version en-ligne)
- 1946, The Marginal Cost Controversy, Economica, 13, p. 169.
- 1960, The Problem of Social Cost, Journal of Law and Economics, 3(1), 1-44. (version en ligne)
- 1972, Durability and Monopoly, Journal of Law and Economics, 15, p. 143.
- 1974, The Lighthouse in Economics, Journal of Law and Economics, 17, p. 357.
- 1975, Marshall on Method, Journal of Law and Economics, 18, p. 25.
- 1978, Economics and Contiguous Disciplines, Journal of Legal Studies, 7, p. 201.
- 1984, The New Institutional Economics, Journal of Institutional and Theoretical Economics,
- 1988, The Firm, the Market and the Law, 1988.
- 1992, The Institutional Structure of Production, 1992, AER. (Allocution pour le Prix de la Banque de Suède en sciences économiques en mémoire d'Alfred Nobel) (version en ligne)
- 1993, Law and Economics at Chicago, Journal of Law and Economics, 36, p. 239.

### Textes disponibles en français
- La nature de la firme, in Revue française d'économie, vol. II/1, 1987, pp. 133–163. (Première traduction en français de : The nature of the firm, 1937)
- Ronald Coase (trad. de l'anglais), L'Entreprise, le marché et le droit, Paris, Editions d'organisation, coll. « Ed Organisation », 15 septembre 2005, 245 p. (ISBN 978-2-7081-2000-6)[8].
  - [PDF] Table des matières
  - [PDF] Chapitre 1 : L'entreprise, le marché et le droit (pp. 17–50).